# Zieverich
Zieverich ist ein Ortsteil der Kreisstadt Bergheim im Rhein-Erft-Kreis in Nordrhein-Westfalen.

## Geschichte
Der Name „Zieverich“ ist römischen Ursprungs. Das antoninische Itinerar im 3. Jahrhundert erwähnt den vicus „Tiberiacum“ als Ort 22 km westlich von Köln. Er wird auf dem Gebiet des Bergheimer Stadtteiles Thorr vermutet. Sein Name dürfte später auf eine Siedlung im Gebiet des heutigen Zieverich übergegangen sein, wo man die Überreste dreier römischer „villae rusticae“ entdeckt hat. Damit ist Zieverich der einzige Ortsname im gesamten Rhein-Erft-Kreis, der in einem antiken Dokument erwähnt ist.
Die nächste Erwähnung erfolgt erst 898 in einem Schenkungsbrief des Königs Zwentibold an das Stift Essen. Neben anderen Orten schenkte Zwentibold dem adligen Damenstift in Essen auch den Ort „Ciuiraha“. Diese erste urkundliche Erwähnung des Ortes Zieverich (nicht nur des Namens) war Grundlage dafür, 1998 eine 1100-Jahr-Feier zu begehen.
Im späten Mittelalter sind in Zieverich zwei Burganlagen urkundlich bekannt, die völlig verschwundene sogenannte obere Burg der Familie von Ahr, die später in den Besitz der Familie Droste überging, und die in spärlichen Resten erhaltene untere Burg der Herren von „Ceverich“. An der Grenze zur Neuzeit findet sich in Jülich-Bergischen Urkunden auch der Name „Zeverke“. Für die frühe Neuzeit sind die Nachrichten spärlich. Mit der Herrschaft Napoleons kam Zieverich 1800 zur Mairie Bergheim, die nach dem Wiener Kongress 1814 an das Königreich Preußen ging. 1816 lebten in Zieverich 168 Einwohner, die meisten Tagelöhner oder Bauern.
Erste greifbare Nachrichten über die eigenständige Gemeinde Zieverich stammen aus dem Jahr 1845.
Am 13. September 1861 fand in Zieverich die Königsparade (Vorläufer der Kaiserparade) des VIII. Armee-Korps, Tags darauf das Königsmanöver und vom 16. bis 20. September eine Übung gegen das VII. Armee-Korps statt. Die beiden letztgenannten Teile wurden später neben der Parade der zweite Bestandteil der Kaisermanöver.
Auf Anordnung der preußischen Regierung errichtete die Gemeinde 1890 ein Schulhaus, 1897 wurde sie an das Bahnnetz angeschlossen, 1906 wurde eine Freiwillige Feuerwehr gegründet.
1910 lag die Einwohnerzahl bei 292. 1938 wurde die Gemeinde Zieverich in die Stadt Bergheim eingemeindet.
Im Zweiten Weltkrieg wurden große Teile des Ortes durch alliierte Bomber zerstört, da die durch Zieverich verlaufende Bahnstrecke, die Straßenkreuzung und die Erftbrücke strategische Bedeutung hatten. Die Zivilbevölkerung sank bis 1945 auf 178 Personen.
Die Nachkriegszeit war gekennzeichnet durch den Wiederaufbau sowie den Zuzug zahlreicher Neubürger nach Zieverich, vor allem in den 1960er und 1970er Jahren.

## Baudenkmäler

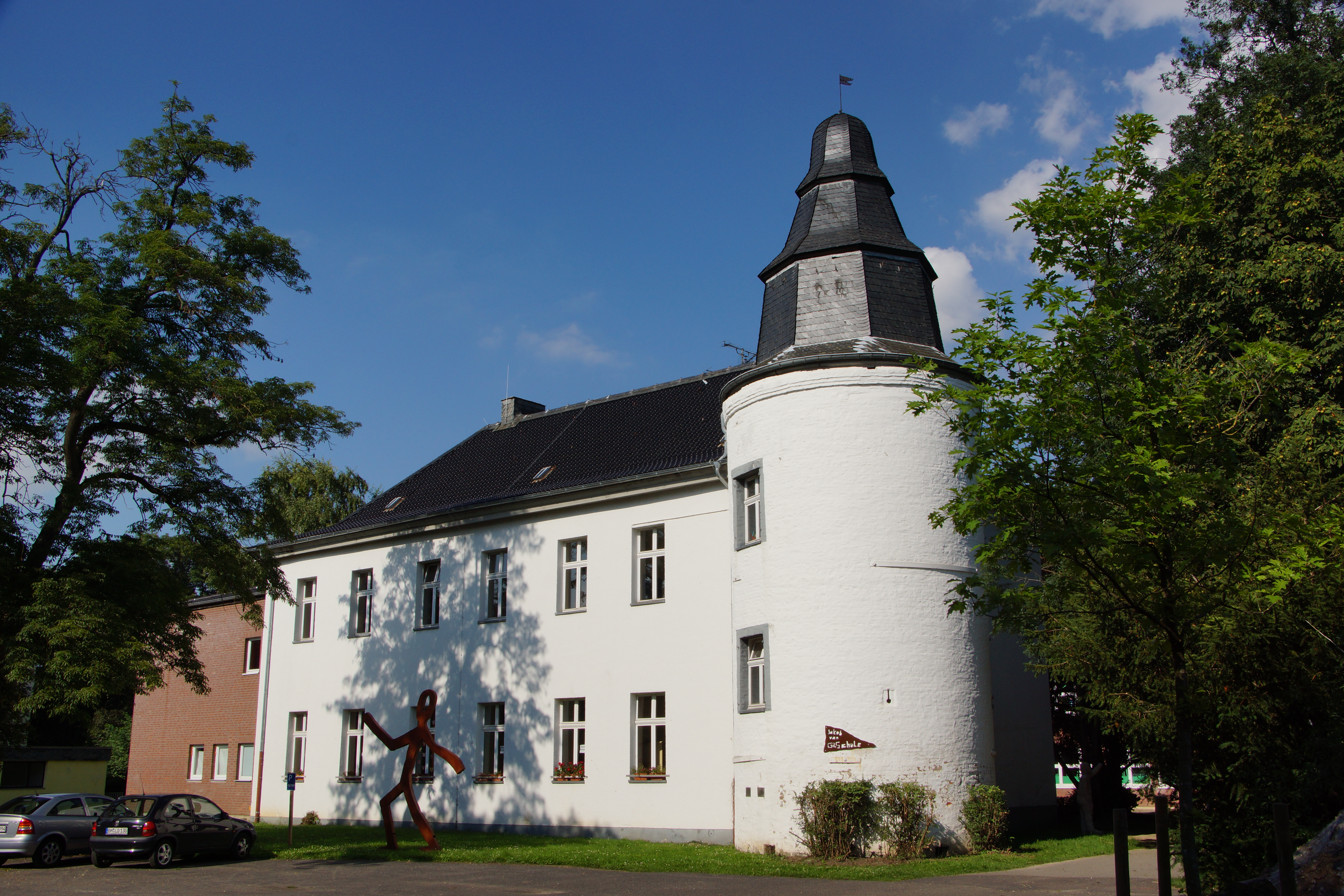
Burg Zieverich

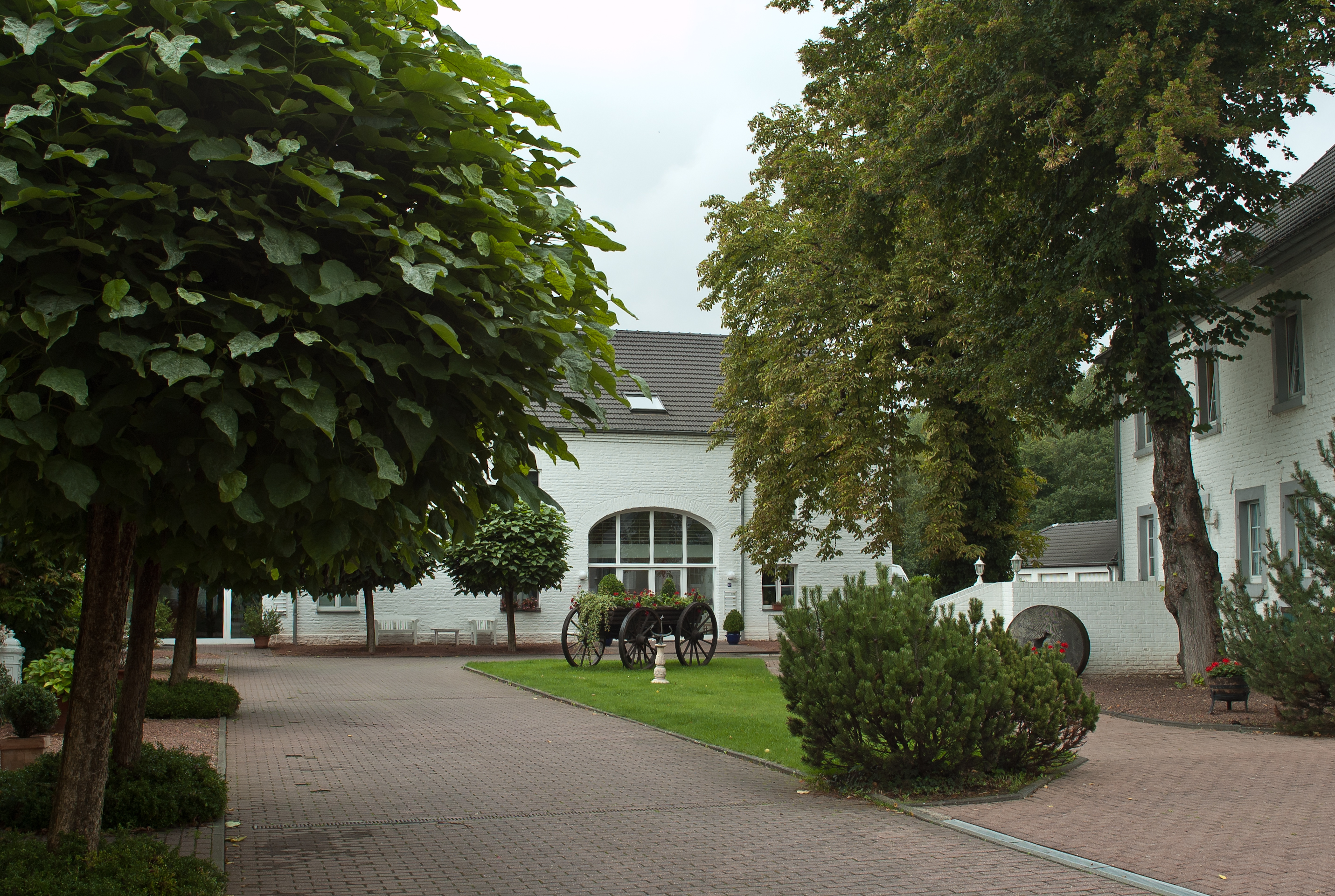
Zievericher Mühle

Zieverich ist trotz langer Geschichte arm an Baudenkmälern. Da Zieverich zur Pfarrgemeinde Paffendorf gehörte und gehört, entstand eine eigene katholische Kirche erst im 20. Jahrhundert. Von den beiden Burgen ist eine ganz verschwunden, von der anderen bestehen nur spärliche Reste. Der Zweite Weltkrieg zerstörte Zieverich fast vollständig.
Zu erwähnen sind:
- Der Überrest der Burg Zieverich, ein Rundturm aus dem 16. Jahrhundert mit dreifach gestufter Schieferhaube des 18. Jahrhunderts und einer feingliedrigen Stuckdecke vom Ende des 18. Jahrhunderts im Turmzimmer, sowie ein zur früheren Burg gehöriges Wirtschaftsgebäude an der Straße, ebenfalls aus dem 18. Jahrhundert, ist heute Teil der Anlagen des Hauses St. Gereon (s. u.). Zu den Besitzungen der Burg gehörte die Zievericher Mühle, ebenfalls eine Anlage des 18. Jahrhunderts, von der das Haupthaus, einige Nebengebäude und der Mühlteich erhalten sind. Die Zievericher Mühle wird heute gastronomisch genutzt.
- Die evangelische Christuskirche an der Erft ist ein nüchterner Zweckbau der 1950er Jahre, er ersetzte einen im Zweiten Weltkrieg durch Bomben fast vollständig zerstörten Vorgängerbau von 1895.
- Die katholische Kirche St. Gereon wurde 1962 als Kirche des damaligen Kinderheims St. Gereon, des heutigen Hauses St. Gereon, erbaut und wird von der Pfarrgemeinde Paffendorf als Filialkirche für die Zievericher Katholiken genutzt. Der den Bedürfnissen des Kinderheims angepasste Neubau entstand nach Entwürfen des Kölner Architekten Nikolaus Rosiny. Der flache Baukörper sollte den kindlichen Proportionen entgegenkommen.

## Kultur
Bedingt durch die Nähe zur Bergheimer Innenstadt ist Zieverich arm an eigenem Kulturleben.
Seit 1875 besteht die Schützenbruderschaft St. Pankratius und feiert alljährlich am ersten Maiwochenende ihr Schützenfest.
Der Kirchenchor St. Gereon Bergheim-Zieverich wurde erst im Jahr 1980 als Chor an der Filialkirche St. Gereon gegründet, er entwickelte sich aber schnell zu einem weit über die Grenzen des Ortes hinaus bekannten Klangkörper und macht durch zahlreiche Konzerte im Kölner Raum, aber auch darüber hinaus auf sich aufmerksam. Seit 2009 tritt er außerhalb lokaler Zusammenhänge als Kammerchor Rhein Erft auf.
Zur Kultur des Ortes gehört auch das Haus St. Gereon, getragen von der Jakob-van-Gils-Stiftung, das seit 1956 in der Burg Zieverich untergebracht ist und Kinder und Jugendliche am Rand der Gesellschaft betreut.

## Verkehr
Der Ort liegt an der alten Römerstraße Trier–Neuss.

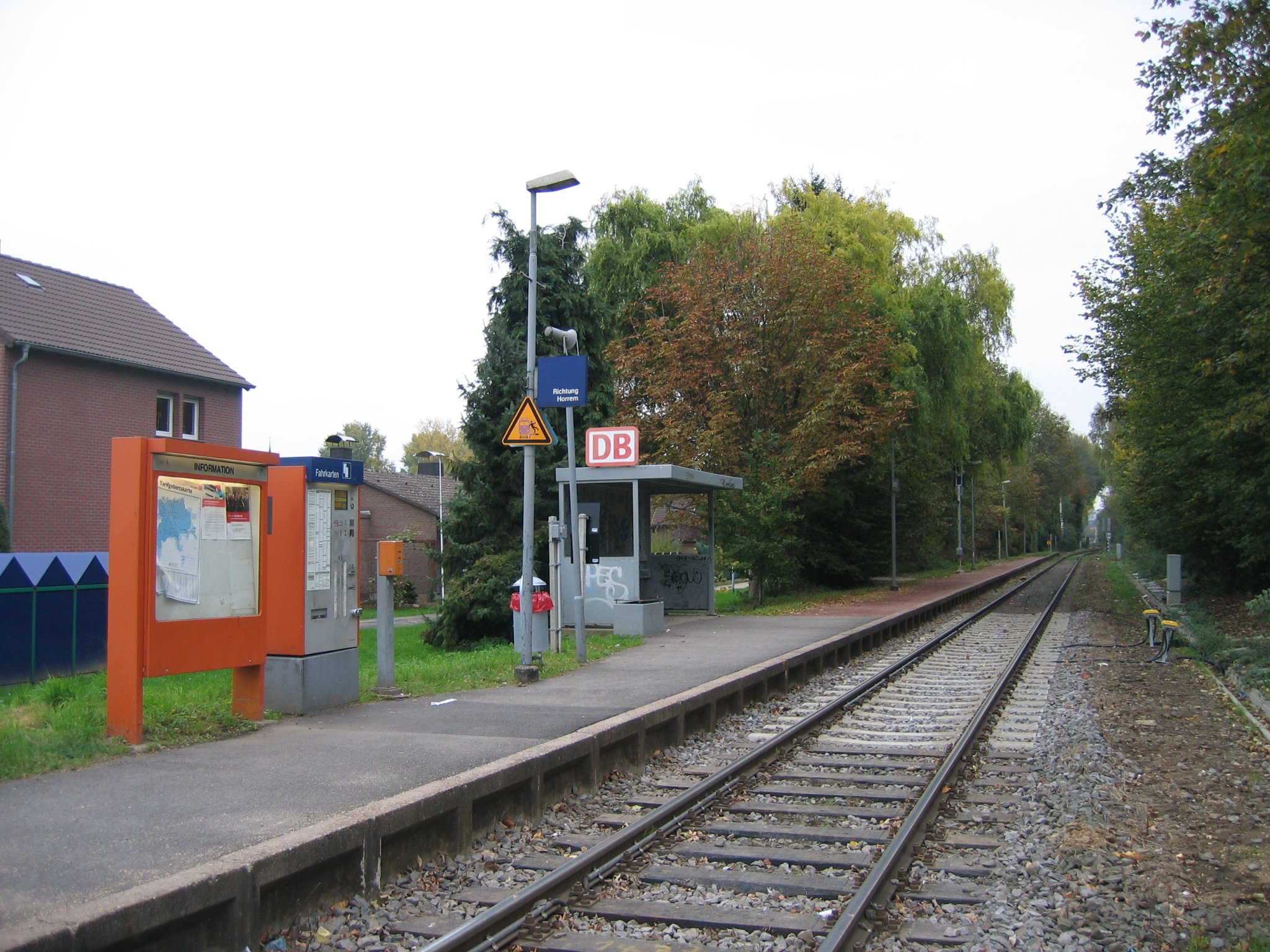
Haltepunkt Zieverich an der Erftbahnstrecke

Die 1897 gebaute Erftbahn hat einen Haltepunkt in Zieverich. Bis 1967 zweigte von hier die Bergheimer Kreisbahn mit einer Strecke in Richtung Elsdorf Ost ab.
| Linie | Verlauf | Takt                                      |
| ----- | --- | ----------------------------------------- |
| RB 38 | Erft-Bahn: Bedburg (Erft) – Glesch – Paffendorf – Zieverich – Bergheim (Erft) – Quadrath-Ichendorf – Horrem – Köln-Ehrenfeld – Köln Hbf – Köln Messe/Deutz Stand: Fahrplanwechsel Dezember 2023 | 60 min 30 min (Bedburg–Horrem wochentags) |

Zieverich ist durch die VRS-Linien 915, 922, 923, 937, 945, 950 und 975 der Rhein-Erft-Verkehrsgesellschaft und der Firma Tirtey an den öffentlichen Personennahverkehr angeschlossen.
| Linie | Betreiber | Verlauf |
| ----- | --------- | --- |
| 915   | REVG      | Quadrath-Ichendorf Bf – Ahe – Thorr – Zieverich – Elsdorf – Neu-Etzweiler |
| 922   | Tirtey    | Bergheim Bf – Zieverich – Thorr – Widdendorf – Heppendorf – Ahe – Kerpen-Sindorf S – Kerpen, Schützenstr. |
| 923   | REVG      | Stadtverkehr Bergheim |
| 937   | REVG      | Schülerverkehr: Oberembt – Frankeshoven – Niederembt – Tollhausen – Esch – Angelsdorf – (Neu-Etzweiler –) Elsdorf – Zieverich – Bergheim |
| 945   | REVG      | Bergheim Bf – Zieverich – Gewerbepark Paffendorf |
| 950   | REVG      | Weiden Zentrum (Stadtb.) – Königsdorf Bf – Quadrath-Ichendorf Bf – Kenten – Bergheim Bf – Zieverich – Thorr – Grouven – Berrendorf – Giesendorf – Elsdorf – Angelsdorf – Esch – Niederembt – Frankeshoven – Oberembt – Bettenhoven – Rödingen |
| 975   | REVG      | (Grevenbroich – Laach – Gustorf – Königshoven –) Kaster – Bedburg Bf – Blerichen – Kirdorf – Glesch – Paffendorf – Zieverich – Bergheim Bf – Kenten – Quadrath-Ichendorf – Horrem Bf                                                          |

## Persönlichkeiten
- Andy Borg (* 1960), der Moderator und Sänger wohnte 26 Jahre lang im Ort[2]

## Sport
Am 18. Dezember 1978 gründete sich der BSV Zieverich 1978 e. V. Im Ballspielverein gab es zu Anfang nur eine Fußballabteilung. 1982 kam die Gymnastik- und im Jahr 2000 die Basketballabteilung hinzu.